# Disco Volante (musikalbum)
För andra betydelser, se Disco Volante.
Disco Volante, musikalbum av Mr. Bungle utgivet den 10 oktober 1995 av Warner Music Group

## Låtförteckning
1. Everyone I Went To High School With Is Dead (text/musik: Dunn) - 2:45
2. Chemical Marriage (musik: Spruance) - 3:09
3. Sleep (Part II): Carry Stress In The Jaw - 8:59
  1. Sleep (Part II): Carry Stress In The Jaw (text/musik: Dunn)
  2. Secret Song (Kallad Spy på olika konserters låtlisor, låten har inget namn) (text: Dunn, musik: ?)
4. Desert Search For Techno Allah (text: Spruance, musik: Patton/Spruance) - 5:24
5. Violenza Domestica (text: Patton, musik: Patton/Spruance) - 5:14
6. After School Special (text: Dunn/McKinnon/Patton, musik: McKinnon) - 2:47
7. Sleep (Part III): Phlegmatics (text/musik: Dunn) - 3:16
8. Ma Meeshka Mow Skowz (musik: Spruance) - 6:06
9. The Bends (musik: Patton/McKinnon/Spruance) - 10:28
  1. Man Overboard
  2. The Drowning Flute
  3. Aqua Swing
  4. Follow The Bubbles
  5. Duet For Guitar and Oxygen Tank
  6. Nerve Damage
  7. Screaming Bends
  8. Panic In Blue
  9. Love On The Event Horizon
  10. Re-Entry
10. Backstrokin' (musik: Patton) - 2:27
11. Platypus (text: Dunn, musik: Dunn/Spruance) - 5:07
12. Merry Go Bye Bye - 12:58
  1. Merry Go Bye Bye (text/musik: Spruance)
  2. Nothing (musik: ?)

## Genrer
- Alternativ Pop/Rock
- Funkmetal
- Alternativ metal
- Experimentell rock
- Heavy metal
- Experimentell musik